# Átnőttlevelű gyíkpohár
Az átnőttlevelű gyíkpohár (Blackstonia perfoliata) a tárnicsfélék (Gentianaceae) családjának gyíkpohár nemzetségébe tartozó növényfaj. A Mediterráneumban él, innen Északnyugat-Európa felé is áthúzódott. A meszes, sziklás gyepeket kedveli.

## Leírása
Egyéves növény. A viaszos levelek alapjuknál összenőttek, a szárat körülölelik – innen kapta nevét a faj. Alsó levelei tőrózsát alkotnak, a felsők átellenes állásúak. Június-október között virágzik. Az 1-1,5 cm széles virágoknak nyolc, tövülnél összenőtt szirma van, a szálas csészecimpák szélesre nyílnak. Termése kétrekeszű, sokmagvú toktermés.
A B. perfoliata kártevői közé tartozik a Peronospora chlorae.

## Alfajai
- B. perfoliata ssp. perfoliata
- B. perfoliata ssp. serotina (Koch) Vollmann[4]
- B. perfoliata ssp. imperfoliata (L.f.) Franco & Rocha Afonso[5]

## Források

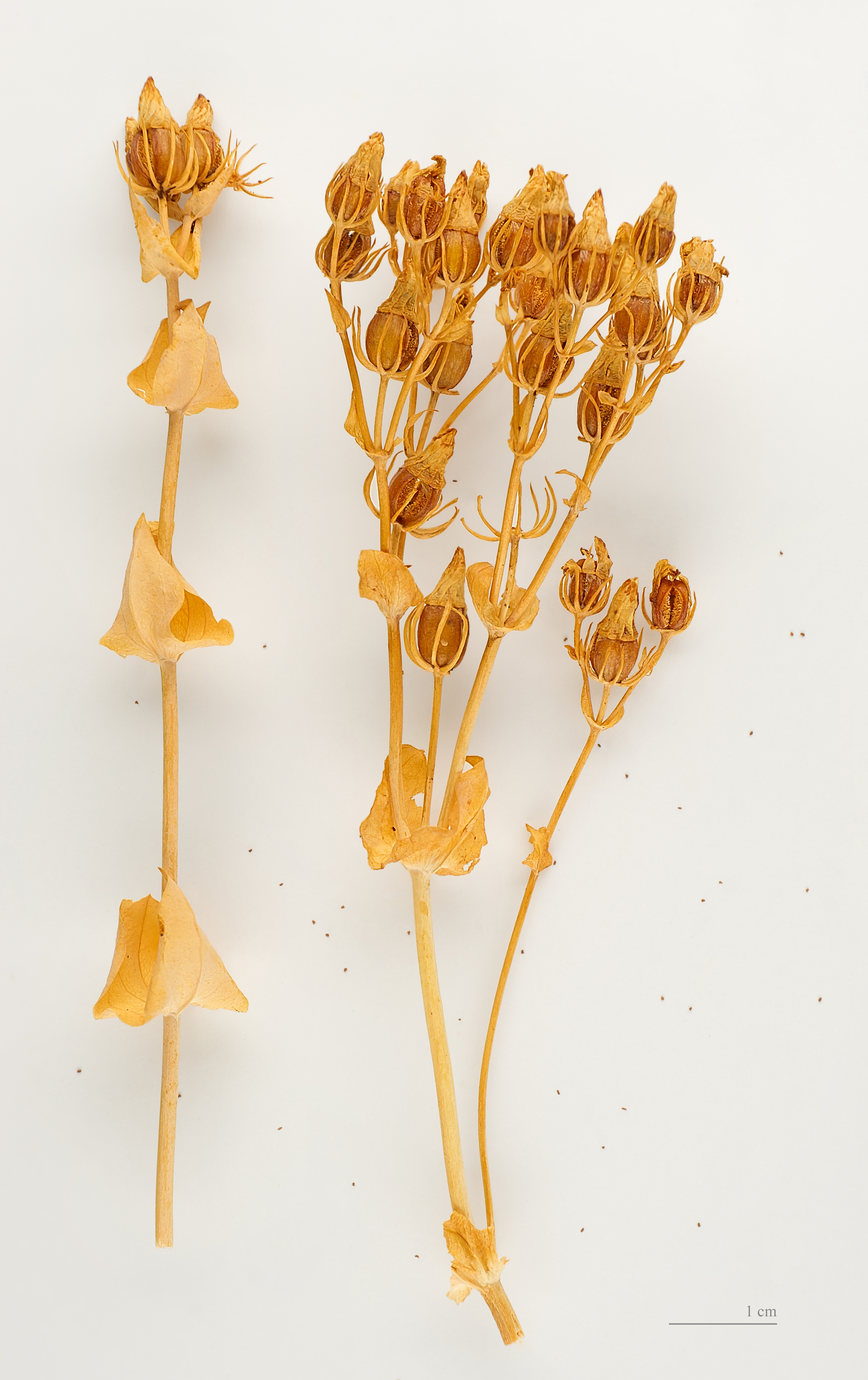
Blackstonia perfoliata